# Зелени кабаре
„Зелени кабаре” је југословенска телевизијска серија народних умотворина, песама и игара посвећених селу. Серија је снимана и емитована од 1979. до 1983. године у продукцији Редакције музичког програма Телевизије Београд. Прва епизода емитована је 27. јануара 1979. Серија се емитовала у 5 циклуса (сезона), до краја 1983. године.

## Улоге
| Глумац                  | Улога    |
| ----------------------- | -------- |
| Андрија Бајић           | Певач    |
| Тома Бајић              | Певач    |
| Иван Бекјарев           | Лично    |
| Снежана Ђуришић         | Певачица |
| Гордана Лазаревић       | Певачица |
| Живка Матић             | Лично    |
| Живојин Жика Миленковић | Лично    |
| Злата Нуманагић         | Лично    |
| Миленко Павлов          | Лично    |

Комплетна ТВ екипа ▼
| Редитељ                   | Бранко Ћурчић         |                        |
| Сценариста                | Јован Алексић         |                        |
| Сценариста                | Алмира Котло          | (1982)                 |
| Продуцент                 | Фети Даутовић         | продуцент              |
| Директор фотографије      | Сретен Станојевић     |                        |
| Сценограф                 | Живорад Кукић         |                        |
| Уметнички директор        | Добрила Стевановић    | (1982)                 |
| Костимограф               | Весна Радосављевић    | (1982)                 |
| Менаџер продукције        | Ивана Обрадовић       | вођа снимања           |
| Помоћник режије           | Ратиборка Ћерамилац   | помоћник редитеља      |
| Одсек за звук             | Петар Дујић           | микроман (1982)        |
| Одсек за звук             | Драган Радисављевић   | микроман (1982)        |
| Одсек за звук             | Првослав Радосављевић | тон мајстор (1982)     |
| Одсек за камеру и расвету | Владимир Амић         | вођа расвете (1982)    |
| Одсек за камеру и расвету | Иван Дапчевић         | пратилац камере        |
| Одсек за камеру и расвету | Мирјана Ераковић      | сниматељ (1982)        |
| Одсек за камеру и расвету | Живорад Лазић         | пратилац камере        |
| Одсек за камеру и расвету | Јован Радовић         | пратилац камере        |
| Одсек за камеру и расвету | Петар Зајелац         | сниматељ (1982)        |
| Остала екипа              | Нена Кунијевић        | секретар режије (1982) |